# Прапор департаменту Санта-Крус
Прапор департаменту Санта-Крус створений 1864 року, коли на національній зустрічі префектів Болівії було вирішено, що всі департаменти країни повинні створити свої департаментські емблеми. За створення прапора департаменту Санта-Крус згідно з префектурним декретом від 24 липня був відповідальний Трістан Рока, який використав зелено-біло-зелене поєднання.
Зелені смуги символізують багатство рослинності та лісів департаменту, а біла смуга — благородство його мешканців.
Департаментський прапор вперше було продемонстровано під час регіонального руху, скликаного Рокою, який захищав Конституцію країни та засуджував державний переворот, здійснений генералом Маріано Мельгарехо 28 грудня 1864 року.
Прапор дуже схожий на прапор Андалусії (Іспанія), офіційно прапор цього департаменту є старшим, хоча історично набагато старшим є прапор Андалусії, хоча символічне походження прапора Андалусії датується XI століттям.
2013 року для представлення корінних народів східної Болівії у департаменті Санта-Крус почали застосовувати прапор квітки патуху.

## Незалежність Болівії
Під час війни за незалежність Болівії від Іспанської імперії країна була розділена між патріотами та роялістами.
У цьому регіоні країни патріоти ідентифікували себе за допомогою прапора з двома синьою та білою смугами, тоді як роялісти ідентифікували себе за допомогою прапора, що також мав дві смуги, але жовтого та зеленого кольорів. Обидві сторони носили також пов'язки на правому плечі, щоб вирізнятися або ідентифікувати себе.

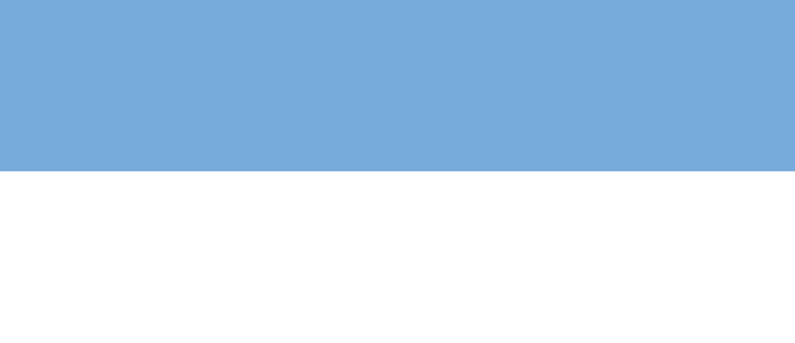
Прапор Республіки Санта-Крус, що входила до складу Об'єднаних провінцій Півдня, який використовували патріоти.
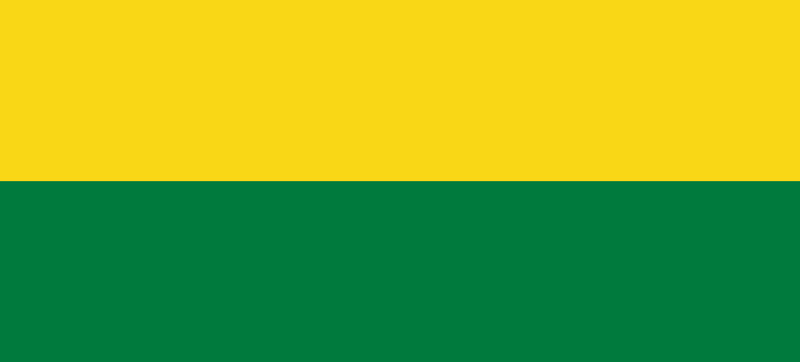
Прапор, який несли роялісти.

## Прапор квітки патуху

Прапор квітки патуху з'явився під час демонстрацій проти будівництва дороги в Тіпніс. У 2011—2012 роках виникла ідея представляти корінні народи східної Болівії за допомогою квітки патуху, і цей прапор був присутній на тих акціях. Однак він не мав офіційного статусу для публічних заходів на національному рівні, а також не існувало його єдиного й особливого дизайну.

28 червня 2013 року Департаментська асамблея Санта-Крус схвалила закон, який оголошує прапор квітки патуху відомчим символом. Закон передбачає, що цей символ має бути вивішений на кожному офіційному заході, що проводиться в регіоні.
I. Встановлюється Прапор квітки патуху як офіційний символ департаменту Болівії.
II. «Прапор Квітки Патуху» буде зображений у вигляді мечоподібної квітки на білому полотні, з нахилом п'ятдесят чотири (54) градуси зліва направо, як символ, що представляє жителів, культури та багатства Департаменту Санта-Крус.
Стаття 5, Департаментський закон про охорону здоров'я